# Lillian Walker
 Lillian Wolke (21 de abril de 1887 - 10 de octubre de 1975) más conocida como Lillian Walker, fue una actriz estadounidense de cine mudo. Apareció en 171 películas entre 1909 y 1934, la mayoría de ellos cortometrajes.

## Biografía
La publicación comercial de Photoplay, Stars of the Photoplay declaró:
"Lillian Walkeres una confección femenina compuesta por hoyuelos, cabello dorado y curvas. Nació en Brooklyn y como modelo de artista por su belleza llamó la atención y tuvo su oportunidad en el teatro. Todas sus apariciones en imágenes han sido producciones de Vitagraph, y es conocida por su trabajo en Cinderella's Slipper [1915] y la serie "Miss Tomboy" [1914].
En 1918, fundó su propia productora, Lillian Walker Pictures Corporation, para seguir haciendo películas en las que protagonizó. Pero solo uno trascendió, The Embarrassment of Riches (1918), siendo lanzado a través de W. W. Hodkinson Corporation. Walker murió en Trinidad (Trinidad y Tobago) en 1975.

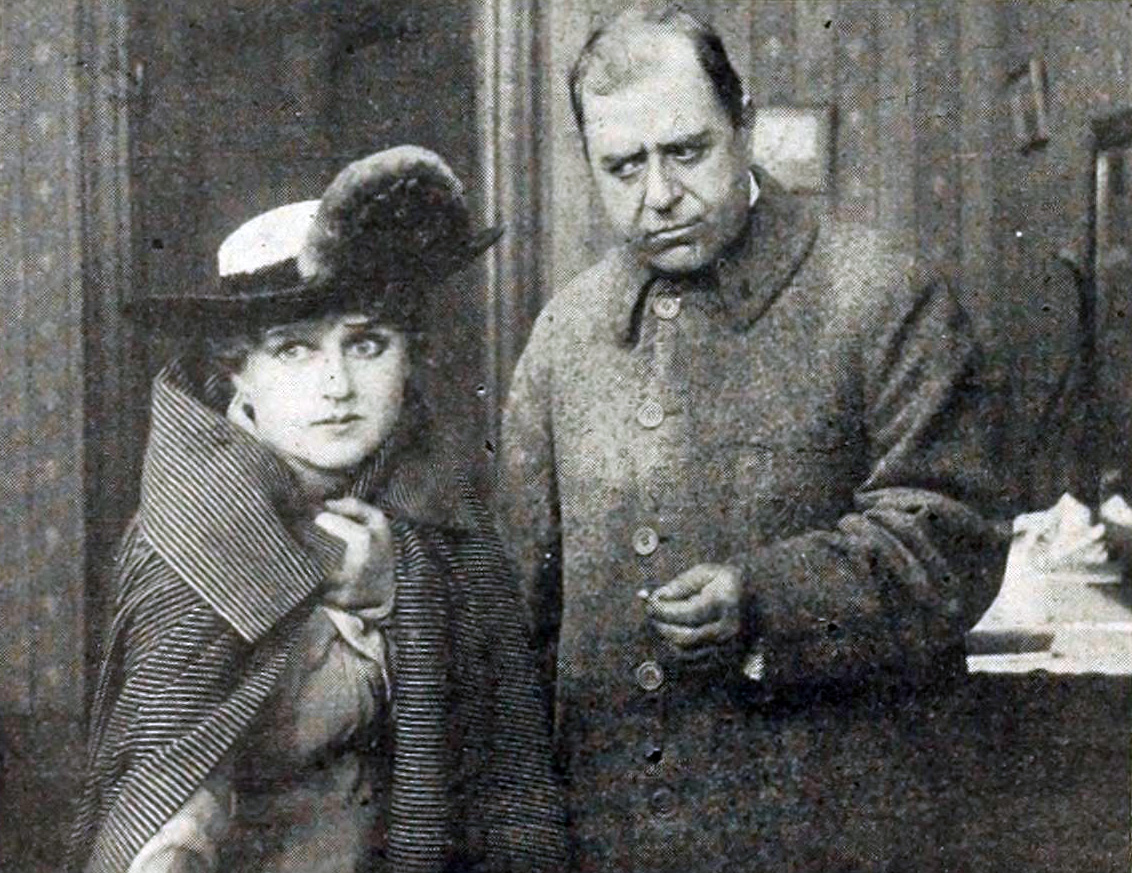
The Man Behind the Curtain (1916)

## Filmografía
- C.Q.D.; or, Saved by Wireless; a True Story of the Wreck of the Republic (1909)
- Love's Awakening (1910)
- A Tale of Two Cities (1911)
- The Wild Cat Well (1911)
- A Widow Visits Springtown (1911)
- The Inherited Taint (1911)
- The Show Girl (1911)
- Teaching McFadden to Waltz (1911)
- In the Arctic Night (1911)
- The Second Honeymoon (1911)
- The Prince and the Pumps (1911)
- A Friendly Marriage (1911)
- The Willow Tree (1911)
- Cherry Blossoms (1911)
- The Tired, Absent-Minded Man (1911)
- The Wager (1911)
- By Way of Mrs. Browning (1911)
- Their Charming Mama (1911)
- The Husking Bee (1911)
- Testing His Courage (1911)
- Alma's Champion (1912)
- Caught in the Rain (1912)
- Tom Tilling's Baby (1912)
- Winning Is Losing (1912)
- The Hobo's Redemption (1912)
- Stenographers Wanted (1912)
- The Diamond Brooch (1912)
- Cinderella's Slipper (1913)
- One Can't Always Tell (1913)
- Our Wives (1913)
- Love, Luck and Gasoline (1914)
- Miss Tomboy and Freckles (1914)
- Hearts and the Highway (1915)
- Mrs. Dane's Danger (1916)
- The Man Behind the Curtain (1916)
- The Princess of Park Row (1917)
- The Grain of Dust (1918)
- The Better Wife (1919)
- The Joyous Liar (1919)
- The $1,000,000 Reward (1920)
- A Woman of No Importance (1921)
- The Woman God Changed (1921)
- Love's Boomerang (1922)
- Pusher-in-the-Face (1929)
- Broadway Gossip No. 3 (1932)
- Enlighten Thy Daughter (1934)